# آرنو بينزياس
آرنو بينزياس (بالإنجليزية: Arno Penzias)‏ هو عالم فيزياء أمريكي. حاز على جائزة نوبل في الفيزياء عام 1978 عن «اكتشافه للأشعة الخلفية الكونية الميكرونية». وشاركه في الجائزة زميله في هذا الاكتشاف، روبرت ويلسون، كما شاركهما في الجائزة بيوتر كابيتسا.
ولد آرنو بينزياس في 26 أبريل 1933 في ميونخ بألمانيا، ثم رحل مع والديه إلى الولايات المتحدة الأمريكية.

## روابط خارجية
- آرنو بينزياس على موقع IMDb (الإنجليزية)
- آرنو بينزياس على موقع الموسوعة البريطانية (الإنجليزية)
- آرنو بينزياس على موقع مونزينجر (الألمانية)
- آرنو بينزياس على موقع ميوزك برينز (الإنجليزية)
- آرنو بينزياس على موقع إن إن دي بي (الإنجليزية)